# 胸腺喷丁
胸腺喷丁（英語：Thymopentin，别名胸腺五肽）是一种胸腺肽，具有免疫刺激作用（作用于T细胞），因此曾在1983-1985年间用于一些对于艾滋病的临床研究中。在针对少数病人进行的短期对应治疗中，胸腺喷丁有助于提升免疫状态。